# Heteroliză
Heteroliza (denumită și rupere heterolitică) este procesul chimic în care un compus chimic se descompune formând doi ioni, un anion și un cation.
Ruperea heterolitică se produce aproape întotdeauna la legăturile simple, astfel încât din acest proces se obțin două specii chimice. Reacțiile heterolitice sunt cele care conțin și etapa de heteroliză, precum: adiția electrofilă, adiția nucleofilă, etc.